# NGC 798
NGC 798 è una galassia ellittica situata nella costellazione del Triangolo, a una distanza di circa 233 milioni di anni luce dalla nostra Via Lattea.

## Scoperta
La galassia è stata scoperta il 10 dicembre 1871 dall'astronomo francese Édouard Stephan.